# Linum catharticum
El lino catártico (Linum catharticum) es una especie de planta herbácea perteneciente a la familia Linaceae nativa del centro de Europa y oeste de Asia. 

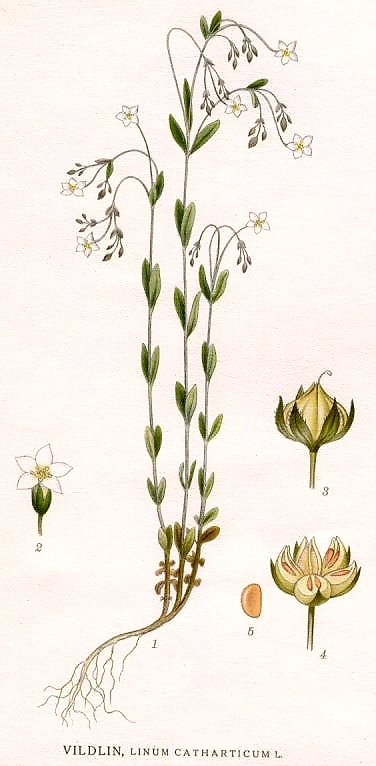
Ilustración

## Descripción
Es una planta caducifolia que alcanza los 5-20 cm de altura. Las flores son hermafroditas de color blanco y florecen en julio - agosto y tienen un tamaño de 3-5 mm de diámetro. El fruto es una cápsula.

## Propiedades
Se utiliza para preparar a partir del Linum catharticum un laxante, que en infusión causa náuseas. Por ello, la planta obtuvo su epíteto. Contiene la venenosa sustancia amarga linin, en la actualidad ya no se utiliza en esta forma como purgativo.

## Taxonomía
Linum catharticum fue descrita por Carlos Linneo y publicado en Species Plantarum 1: 281. 1753.
Etimología
Linum: nombre genérico que deriva de la palabra griega: "linum" = "lino" utilizado por Teofrasto.
catharticum: epíteto latíno que significa "purgativo"
Sinonimia
- Cathartolinum catharticum (L.) Small
- Cathartolinum pratense Rchb.
- Nezera cathartica (L.) Nieuwl.[4]

## Nombres comunes
- Castellano: canchelagua, canchilagua (3), cantilagua (5), lino, lino catártico (3), lino purgante.(el número entre paréntesis indica las especies que tienen el mismo nombre en España)[5]